# Смишляевка (Самарска област)
Смишляевка (на руски: Смышляевка) е селище от градски тип в Русия, разположено във Волжки район, Самарска област. Населението му към 1 януари 2018 година е 10 404 души.